# Věra Komissarževská
Věra Fjodorovna Komissarževská (8. listopadu 1864 Petrohrad, Ruské impérium – 23. února 1910 Taškent, Ruské impérium) byla ruská herečka, jedna z nejznámějších umělkyň Stříbrného věku (1900–1922). Byla autorkou řady povídek a novel roztroušených po časopisech.

## Životopis
Věra Fjodorovna Komissarževskaja (do konce 30. let 20. století se její příjmení psalo Kommissarževskaja) se narodila v Petrohradě jako nejstarší ze tří dcer operního herce a pedagoga Fjodora Petroviče Komissarževského z prvního manželství s Marií Nikolajevnou Šulginou, dcerou generála Preobraženského pluku. Byla sestra herečky Naděždy Skarské a režiséra Fjodora Komissarževského.
Poprvé se objevila na ochotnickém jevišti roku 1891 v Petrohradě v Морском собрании Флотского экипажа jako Zina (hra P. P. Gnědiče „Горящие письма“). Jejímu jevištnímu debutu předcházely hodiny u slavného herce Aleksandrinského divadla V. N. Davydova. Poté se účastnila představení Общества искусства и литературы (Moskva), kterou vedl K. S. Stanislavskij.
V roli Betsy ve hře „Плодах просвещения“ (1891) na sebe Komissarževskaja upoutala pozornost profesionálního divadla. Byla pozvána do Novočerkasska do podniku N. N Sinelnikova (hrála v letech 1893–1894) do role „инженю“ (naivní, nevinné dívky) a vaudevillové role se zpěvem.
V letech 1894–1896 působila ve Vilně v podniku K. N. Nezlobina, kdy v této době ztvárnila asi 60 rolí: Růženku („Бой бабочек“ G. Zudermana), Larisu („Бесприданница“ A. N. Ostrovského), Louisu („Коварство и любовь“ Schillera), Sofii („Горе от ума“ A. S. Gribojedova), Clerchen („Гибель Содома“ Zudermana) a další.

### Alexandrinské divadlo
V roce 1896 vstoupila Komissarževskaja na jeviště Alexandrinského divadla. První výrazný úspěch jí přinesla role Larissy v „Бесприданнице“. Následovaly role Niny Zarečné v Čechovově „Чайке“, Marikki ve hře „Огни Ивановой ночи“ Zudermana, Margarity ve „Фаусте“ Goetha a další.

### Otevření Činoherního divadla
Po odchodu z jeviště Alexandrinského divadla strávila dvě sezony na cestách po provinciích, kam předtím každoročně zajížděla. Cílem tohoto dvouletého turné bylo získat finanční prostředky pro vlastní divadlo.
V této době se Komissarževskaja nepřímo účastnila revolučního hnutí. Za peníze získané z jejího charitativního vystoupení bylo zakoupeno vybavení pro ilegální bakuánskou tiskárnu „Nina“, která v letech 1901–1906 tiskla brožury sociálně demokratických, sociálně revolučních a dalších protivládních stran.
15. září 1904 otevřela vlastní činoherní divadlo (v budově dnešního obchodního centra Passage). Prvních několik let vedl produkční část divadla její bratr Fjodor Komissarževskij. Repertoár byl založen na dílech Ibsena, Čechova a Ostrovského.
Od roku 1906 působil v činoherním divadle režisér V. E. Mejerchold. V jedné sezóně nastudoval 13 představení, ale po několika neúspěších mu Komissarževskaja nabídla odchod. Po rozchodu s Mejercholdem byl do divadla pozván básník-symbolista V. J. Brjusov, ale ani tato spolupráce nebyla úspěšná.

### Spisovatelka
Jako spisovatelka používala pseudonym Olga Komissarževskaja, vynikla stejnými vlastnostmi jako herečka – vytvořila vynikající typy žen prostých, přirozených, v celé stupnici psychologie ženy milující i trpící.

### Osobní život
V roce 1883 se provdala za malíře hraběte Vladimíra Leonidoviče Muravjova. Po třech letech se s ním rozvedla, protože měl poměr s její sestrou Naděždou, kterou si vzal hned po rozvodu s Verou. V roce 1887 se setkala s Rachmaninovovým příbuzným, námořním důstojníkem Sergejem Iljičem Zilotim, velkým obdivovatelem divadla a hudby. I přes zasnoubení ke svatbě nedošlo. Poté měla románek s V. J. Brjusovem.

### Poslední roky
V roce 1909 donutilo Veru Fjodorovnu zklamání z vlastního divadla k těžkému rozhodnutí – opustit ho. Měla nový sen – vytvořit divadelní školu. Ještě předtím se vydala na turné, které se ukázalo být posledním v jejím životě.
Zemřela v Taškentu na neštovice během svého turné 23. února 1910. Její smrt byla veřejností vnímána jako obrovská tragédie. Týden putovala po železnici z Turkestánu do Petrohradu dvojitá zapečetěná zinková rakev s tělem zesnulé. Ústřední noviny každý den otiskovaly zprávy o pohybu smutečního vlaku. V Moskvě se při převozu rakve z Kazaňského na Nikolajevské nádraží na Kalančevském náměstí přišly rozloučit s herečkou desetitisíce lidí. Desetitisíce lidí se s ní rozloučilo také v Petrohradě. Pohřbena byla 5. března na Nikolském hřbitově Alexandro-Něvské lávry.
17. září 1915 byl na hereččině hrobě odhalen náhrobek od sochařky Marie Dillonové. Následně byla v roce 1936 znovu pohřbena na Nekropoli mistrů umění na Tichvinském hřbitově Alexandro-Něvské lávry.

### Paměť
- v Petrohradě se nacházelo akademické divadlo Komissarževské
- v Ussurijsku v Přímořském kraji bylo po ní pojmenováno činoherní divadlo, v němž Věra Fjodorovna v říjnu 1909 absolvovala turné
- v roce 1964 bylo po ní pojmenováno Novočerkasské divadlo činohry a komedie
- ve Voroněži se nacházela Komissarževskaja ulice a kavárna Very Fjodorovny
- v Doněcku se nacházela Komissarževskaja ulice
- v Ťumeni byla ulice Komissarževskaja
- byla vydána na pohlednici (foto před r. 1910)
- r. 1960 se objevila na poštovní známce SSSR (40 k.)

### Obraz v umění

#### V hudbě
Skladba Alexandra Knaifla „Вера“ (variace a tanec pro smyčcový orchestr, 1980) byla věnována památce Komissarževské
Pjotr Gapon, valčík „Оборванные струны“ 1913. Věnováno památce Very Fjodorovny Komissarževské

#### V literatuře
Alexander Blok napsal báseň „На смерть Комиссаржевской“

#### V kinematografii
- „Красный дипломат. Страницы жизни Леонида Красина“ (1971), v roli Komissarževské hrála Ija Savvina
- „Я – актриса“ (1980) – film věnovaný dílu Very Komissarževské, režie Viktor Sokolov. Natalija Saiko v roli Komissarževské

## Dílo

### V češtině
- Vesnice – in: 1000 nejkrásnějších novel… č. 79; úvod František Sekanina; přeložil Bohuš Baša. Praha: J. R. Vilímek, 1914